# Мартин Хайте
Мартин Хайте (на испански: Martín Jaite) е аржентински тенисист.

## Биография
Мартин Хайте е роден на 9 октомври 1964 г. в Буенос Айрес, Аржентина в еврейско семейство.

## Кариера
Мартин Хайте достига най-високо класиране на сингъл в световната ранглиста на АТР, до номер 10, постигнато през лятото на 1990 г. Той печели общо 12 титли и 1 873 881 долара от парични награди.
Той участва за Аржентина на Летните олимпийски игри 1988 г. в Сеул, но губи от Брад Гилбърт.
Мартин Хайте има общ рекорд за Купа Дейвис 14 – 20, 11 – 7 на сингъл на клей, от 1984 до 1999 г.
Хайте играе важна роля в аржентинския тенис след оттеглянето си от игра. Той директор на ATP Буенос Айрес, Буенос Айрес Чалънджър и директор на фючърс турнирите в Аржентина. От юли 2007 г. до декември 2008 г. е треньор на Давид Налбандиан и му помага да стигне до титли на Мастърс в Мадрид и Париж, като Налбандиан става първия тенисист, победил двамата най-добри играчи в света, Роджър Федерер и Рафаел Надал в последователни турнири.
През 2011 г. Хайте е назначен за капитан на аржентинския отбор за Купа Дейвис.

## Кариерна статистика

### ATP финали (12 титли; 19 финала)
|        | П–З    | Година | Турнир                | Клас      | Настилка  | Опонент       | Резултат                                 |
| ------ | ------ | ------ | --------------------- | --------- | --------- | ------------- | ---------------------------------------- |
| Победа | 1 – 0  | 1985   | Аржентина Оупън       | Гран При  | Клей      | Диего Перес   | 6 – 4, 6 – 2                             |
| Загуба | 1 – 1  | 1985   | Ю Ес Про Чемпиънсшипс | Гран При  | Клей      | Матс Виландер | 2 – 6, 4 – 6                             |
| Загуба | 1 – 2  | 1985   | Вашингтон Оупън       | Гран При  | Клей      | Яник Ноа      | 4 – 6, 3 – 6                             |
| Победа | 2 – 2  | 1986   | Болоня Аутдор         | Гран При  | Клей      | Паоло Кане    | 6 – 2, 4 – 6, 6 – 4                      |
| Загуба | 2 – 3  | 1986   | Ю Ес Про Чемпиънсшипс | Гран При  | Клей      | Андрес Гомес  | 5 – 7, 4 – 6                             |
| Победа | 3 – 3  | 1986   | Щутгарт Оупън         | Гран При  | Клей      | Йонас Свенсон | 7 – 5, 6 – 2                             |
| Загуба | 3 – 4  | 1987   | Италия Оупън          | Гран При  | Клей      | Матс Виландер | 3 – 6, 4 – 6, 4 – 6                      |
| Победа | 4 – 4  | 1987   | Барселона Оупън       | Гран При  | Клей      | Матс Виландер | 7 – 6(7 – 5), 6 – 4, 4 – 6, 0 – 6, 6 – 4 |
| Победа | 5 – 4  | 1987   | Сицилия Оупън         | Гран При  | Клей      | Карел Новачек | 7 – 6(7 – 5), 6 – 7(7 – 9), 6 – 4        |
| Загуба | 5 – 5  | 1988   | Монте Карло           | Гран При  | Клей      | Иван Лендъл   | 7 – 5, 4 – 6, 5 – 7, 3 – 6               |
| Загуба | 5 – 6  | 1989   | Рио де Жанейро Оупън  | Гран При  | Килим (з) | Луис Матар    | 4 – 6, 7 – 5, 4 – 6                      |
| Победа | 6 – 6  | 1989   | Щутгарт Оупън         | Гран При  | Клей      | Горан Пърпич  | 6 – 3, 6 – 2                             |
| Загуба | 6 – 7  | 1989   | Австрия Оупън Кицбюел | Гран При  | Клей      | Емилио Санчес | 6 – 7(1 – 7), 1 – 6, 6 – 2, 2 – 6        |
| Победа | 7 – 7  | 1989   | Мадрид Гран При       | Гран При  | Клей      | Жорди Арезе   | 6 – 3, 6 – 2                             |
| Победа | 8 – 7  | 1989   | Сао Паоло             | Гран При  | Клей      | Хавиер Санчес | 7 – 6(7 – 5), 6 – 3                      |
| Победа | 9 – 7  | 1989   | ATP Итапарика         | Гран При  | Твърда    | Джей Бергер   | 6 – 4, 6 – 4                             |
| Победа | 10 – 7 | 1990   | Гуария Оупън          | 250 серии | Твърда    | Луис Матар    | 3 – 6, 6 – 4, 6 – 3                      |
| Победа | 11 – 7 | 1990   | Суис Оупън            | 250 серии | Клей      | Серхи Бругера | 6 – 3, 6 – 7(5 – 7), 6 – 2, 6 – 2        |
| Победа | 12 – 7 | 1991   | Ница Оупън            | 250 серии | Клей      | Горан Пърпич  | 3 – 6, 7 – 6(7 – 1), 6 – 3               |